# 1993年ポーランド議会選挙
1993年ポーランド議会選挙（1993ねんポーランドぎかいせんきょ）は、ポーランド共和国の立法府であるセイム（下院）とセナト（上院）の議員を選出するために1993年9月に行われた選挙である。

## 基礎データ
- 大統領：レフ・ヴァウェンサ - 独立自主管理労働組合「連帯」代表、1990年11月の大統領選挙で当選し、大統領に就任。
- 首相：ハンナ・スホツカ
- 定数
  - セイム：460議席
  - セナト：100議席
- 選挙制度
  - セイム：選挙区（391議席を52選挙区に配分）は非拘束名簿式比例代表制、全国区（69議席）は拘束名簿式比例代表制。全国集計で有効投票の5%以上（政党連合は7%以上）を得た政党にのみ比例配分（但し少数民族政党は適用外）され、全国区議席は7%以上の得票を得た政党に配分される。
  - セナト：100議席を49選挙区に配分（定数2～3名の中選挙区制）。制限連記投票で得票数が多い順で当選が決まる。
- 選挙権
  - セイム：18歳以上のポーランド国民
  - セナト：18歳以上のポーランド国民
- 被選挙権
  - セイム：21歳以上のポーランド国民
  - セナト：30歳以上のポーランド国民

## 選挙結果
- 投票日：1993年9月19日
- 登録有権者数：26,677,302名
- 投票者数：14,415,586名（投票率：52.08%）
- 有効投票数：13,796,227票

| 党派（政党連合）                                   | 得票数    | 得票率 | 議席数 | 議席率 |
| -------------------------------------------------- | --------- | ------ | ------ | ------ |
| 民主左翼連合（SLD）                                | 2,815,169 | 20.41  | 171    | 37.17  |
| ポーランド農民党（PSL）                            | 2,124,367 | 15.40  | 132    | 28.70  |
| 民主連合（UD）                                     | 1,460,957 | 10.59  | 74     | 16.09  |
| 労働連合（UP）                                     | 1,005,004 | 7.28   | 41     | 8.91   |
| ポーランド独立連盟（KPN）                          | 795,487   | 5.77   | 22     | 4.78   |
| 改革支援無党派ブロック（BBWR）                     | 746,653   | 5.41   | 16     | 3.48   |
| シロンスク・オポレのドイツ人社会・文化協会（MNSO） | 60,770    | 0.44   | 3      | 0.65   |
| ドイツ社会・文化協会（TSKN）                       | 23,396    | 0.17   | 1      | 0.22   |
| 合計                                               | 合計      | 合計   | 460    | 100.00 |

| 党派（政党連合）               | 議席数 | 議席率 |
| ------------------------------ | ------ | ------ |
| 民主左翼連合（SLD）            | 37     | 37.00  |
| ポーランド農民党（PSL）        | 36     | 36.00  |
| 私営農民「連帯」（NSZZ"S"）    | 9      | 9.00   |
| 民主同盟（UD）                 | 4      | 4.00   |
| 改革支援無党派ブロック（BBWR） | 2      | 2.00   |
| 労働連合（UP）                 | 2      | 2.00   |
| 自由民主会議（KLD）            | 1      | 1.00   |
| 諸派                           | 9      | 9.00   |

初めての自由選挙となった前回1991年の議会選挙では、少数政党が乱立し、議席阻止条項も無かったため、議席を得た政党が20余りに上った。しかし、今回の選挙では、選挙法が改正され5％未満の政党には議席配分をしない阻止条項（5％条項）が新設されたため、セイムで5％条項を突破して議席を獲得した政党は、名簿を提出した35政党中6政党に留まった（MNSOとTSKNは少数民族政党の扱いがなされたため5％条項の対象外）。1991年の議会選挙の結果、発足した中道連合政権の経済政策に対する反発から左派勢力に対する支持が高まり、かつて支配政党であったポーランド統一労働者党の流れを汲むポーランド共和国社会民主党を中心とする政党連合である民主左翼連合（以下SLD）が前回より得票率（11.99→20.41）及び議席（60→171）を大幅に増加させた。また、農村部の農民を支持基盤とする農民党（以下PSL）も得票率（8.67→15.40）及び議席（48→132）を大幅に増加させた。セナトでもSLDとPSLの両党が100議席中73議席を獲得した。一方、前回27議席を獲得した「連帯」は得票率が5％に達せず、セイムにおける議席を確保することはできなかった。この選挙の結果、SLDとPSLの両党の連立によるパヴラク政権を発足させた。